# Introduction à la psychologie de bazar
Introduction à la psychologie de bazar est le deuxième album de la série Georges et Louis romanciers par Daniel Goossens. Il est prépublié pour la première fois dans le magazine Fluide glacial en 1994. Il est édité en album la même année, puis réédité dans une version agrandie en 2011.

## Synopsis
Georges et Louis sont deux romanciers qui travaillent dans le même bureau. Louis fait part à Georges de sa vision du monde, qui lui inspire des idées de romans.

## Scènes
L'album est divisé en plusieurs saynètes pouvant être lues aussi bien à la suite que de façon indépendante.
- Georges et Louis romanciers (1)
- La connaissance totale
- Le massacre des bûcherons
- Georges et Louis romanciers (2)
- Georges et Louis romanciers (3)
- La Belle et la Bête
- La suite d'Autant en emporte le vent
- Crise d'inspiration
- Inspiration divine
- Poésie du quotidien
- Georges et Louis romanciers (4)